# San Buenaventura Atempan
San Buenaventura Atempan är en ort i Mexiko.   Den ligger i kommunen Tlaxcala och delstaten Tlaxcala, i den sydöstra delen av landet, 100 km öster om huvudstaden Mexico City. San Buenaventura Atempan ligger 2 286 meter över havet och antalet invånare är 2 068.
Terrängen runt San Buenaventura Atempan är kuperad norrut, men söderut är den platt. Runt San Buenaventura Atempan är det mycket tätbefolkat, med 1 463 invånare per kvadratkilometer. Närmaste större samhälle är Tlaxcala de Xicohtencatl, 2,5 km öster om San Buenaventura Atempan. Trakten runt San Buenaventura Atempan består till största delen av jordbruksmark.